# Казальволоне
Казальволоне (итал. Casalvolone) — коммуна в Италии, располагается в регионе Пьемонт, в провинции Новара.
Население составляет 812 человек (2008), плотность населения составляет 48 чел./км². Занимает площадь 17 км². Почтовый индекс — 28060. Телефонный код — 0161.
Покровителем коммуны почитается святой апостол Пётр, празднование 29 июня.

## Демография
Динамика населения:

## Администрация коммуны
- Официальный сайт: http://www.comune.casalvolone.no.it/